# Charles Maurice Cabart-Danneville
Charles Maurice Cabart Danneville, né le 24 juin 1846 à Paris et mort dans cette même ville le 24 juillet 1918, est un homme politique français.

## Biographie
Issu d'une vieille famille normande illustrée par Jean Baptiste de Beauvais et Charles-François Lebrun, il est le fils de Charles-François Cabart-Danneville (1813-1884), examinateur à l'École polytechnique, et de Marie-Ernestine Serret.
Il entra à l'École polytechnique et fut diplômé de l'École forestière de Nancy. Il fut nommé cadre général à Bar-le-Duc en 1869, puis inspecteur adjoint des forêts entre 1872 et 1874. Conservateur des eaux et forêts, fut également professeur de mathématiques à l'école Arago et examinateur à l'hôtel de ville de Paris.
L'insuffisance de l'instruction dispensée à la classe ouvrière lui apparut rapidement comme une injustice qu'il s'attacha à réparer dans toute la mesure de ses possibilités. Il organisa des cours et des conférences, il y professa avec compétence et dévouement. Pour les enfants des familles sans ressources, il fonda une école à Paris.
Charles-Maurice Cabart-Danneville possédait au Becquet (Tourlaville) une propriété à laquelle il était très attaché. Il exposait volontiers ses opinions résolument républicaines, partagé déjà par son père en 1848, opposant au plébiscite de décembre 1851.
C'est en 1885 qu'il envisagea de faire une carrière politique. Il se présenta cette année-là, aux élections générales législatives, dans la circonscription de Cherbourg, mais échoua.
Il est finalement élu député de Cherbourg en 1889 et réélu en 1893, puis sénateur de la Manche, en remplacement d'Auguste Sébire, du 18 août 1895 jusqu'à sa mort (réélu le 3 janvier 1897, puis le 7 janvier 1906). Il est également maire de Tourlaville de 1900 à 1901.
Membre de la commission du budget en 1891, membre de la commission des comptes, de la commission de réforme administrative, de celle de l'enseignement primaire, de celle de la Marine, Charles-Maurice Cabart-Danneville est l'auteur d'un grand nombre de propositions de lois et de rapports, « longs et alambiqués » selon ses détracteurs. Parmi eux, Jean-Baptiste Biard le décrit dans le Réveil cherbourgeois, tandis qu'il espère devenir ministre de la Marine, comme « le type parfait du parlementaire incapable et volontairement impuissant ».
Il fait également campagne contre l'achat par des étrangers de terrains et d'îles qui peuvent devenir des points stratégiques en cas de conflit armé. Inscrit au centre gauche, il est toutefois plutôt conservateur, votant contre la loi de 1905.
Il fait percer l'une des digues du port de Cherbourg, la digue Collignon, pour que les pêcheurs puissent se mettre rapidement à l'abri de la rade, en cas de gros temps. La passe est devenue plus tard la passe Cabart-Danneville.
Il épouse en premières noces, Marguerite-Anne Doucet avec laquelle il aura une fille, Suzanne-Marie, et un fils, Maurice, dont la naissance devait coûter la vie à sa mère. Puis en secondes noces, Hélène Carrier (avec laquelle il aura une fille, Hélène-Renée) qui a eu une correspondance très suivie avec Louis Beuve et a bien connu Louise Michel. Son fils a lui-même été sénateur de la Manche, tandis que son père était le filleul de Charles-François Lebrun.
Il meurt en cours de mandat et est inhumé dans le cimetière de La Glacerie dans la Manche. Sa tombe comporte un médaillon réalisé par Armand Le Véel.
Au Sénat, lors de son éloge funèbre, le vice-président Jean Boivin-Champeaux conclut en disant de lui : « À cette rapide esquisse manquerait l'essentiel si je ne rappelais les sympathies dont il jouissait dans cette assemblée. Comment n'être pas attiré vers cet honnête homme, dont la main aimablement tendue, le regard clair, la figure toujours souriante, attestaient la franchise et la bonté. Cabart-Danneville, dans son département, avait sans doute des adversaires, c'est le lot des hommes politiques. Je doute qu'il ait eu des ennemis. En tout cas, il n'avait ici que des amis qui regrettent profondément sa disparition ».

## Distinctions
- Chevalier de la Légion d'honneur (services éminents pendant la guerre franco-prussienne).
- Médaille commémorative de la guerre 1870-1871.

## Ouvrages
- La Défense de nos côtes. Paris : Hachette, 1895.
- Les Poudres de la guerre et de la marine en France et à l'étranger. Paris : Berger-Levrault, 1913

## Sources
- « Charles Maurice Cabart-Danneville », dans Adolphe Robert et Gaston Cougny, Dictionnaire des parlementaires français, Edgar Bourloton, 1889-1891 [détail de l’édition]
- « Charles Maurice Cabart-Danneville », dans le Dictionnaire des parlementaires français (1889-1940), sous la direction de Jean Jolly, PUF, 1960 [détail de l’édition]